# Phymatopteris hastata
Phymatopteris hastata là một loài thực vật có mạch trong họ Polypodiaceae. Loài này được (Thunb.) Pic. Serm. miêu tả khoa học đầu tiên năm 1973.